# Караконджул
Карако̀нджул е фолклорно създание, което плашело и вредяло на хората. Познато и сред съседните балкански народи. Нарича се също карако̀нджер в Разложко, канка̀нджур в Странджа, кара̀-кон и кара̀-кончо в Плевенско, Ловешко, Троянско; кала̀кандзер). В Родопската област този демон е наричан и поганец, буганец, поганче; в Дупнишко – меджарок или кандзо (кандзо или кемза е и при банатските българи); в Тетевенско – гундурак, в Драмско – вонкашно.
Названието вероятно е гръцка заемка, като само представката е преминала през турски: „кара“, което значи „черен“, + concolos: страшилище. При гърците се нарича καλικάντζαρος („калика̀нтдзарос“) или παγανό („пагано̀“).
Според поверията появата на караконджула е през граничния период между старата и новата астрономическа година, през така наричаните от християните „Мръсни дни“ или Каракончови дни (от Бъдни вечер до Богоявление). Според народните вярвания през тези дни „земята е на решето“ и всички демони излизат от своите скривалища, бродят нощем до първи петли и пакостят на хората. В Северна България се среща поверието, че свети Тодор е караконджул, който идва на бял кон през Тодоровата неделя, язди нощем и пакости на замръкналите пътници. В арумънския фолклор се приема, че силата на караконджулите е от Рождество до Кръщение Господне.
Представите за караконджула са различни. Караконджулът наподобявал космат човек с голяма глава, рога, опашка, едно око и един крак. Излизал от гробищата или водите. Превръщал се в животно – куче, котка, вълк, теле. Друга представа е, че бил получовек-полукон, което напомня за кентаврите. Караконджулът живеел в пещери, реки, запустели воденици и места, където расте бръшлян. Според някои поверия той можел да се засели в тъмните или труднодостъпните места на фермата, подобно на таласъм (например на тавана или в плевнята). Той примамвал пътници и ги възсядал, хвърлял жертвите си от високи скали и дървета в дълбоки вирове, или ги разкъсвал между воденичните колела. Съществото злосторничело само нощем (до първи петли), след което изчезвало внезапно.
Караконджуловите дни са свързани с редица поверия. Хората не трябвало да закъсняват след залез слънце; носели в дрехите си чесън и пелин. Караконджулът се плашел и от кръст, молитва, икона и тамян. Спазвали се редица забрани, от които най-важна е била забраната за полово общуване, защото заченато тогава дете щяло да е нещастно. Представите за караконджула намират широко отражение в българския фолклор.